# باربی در سرود کریسمس
باربی در سرود کریسمس (به انگلیسی: Barbie in a Christmas Carol) فیلم پویانمایی کریسمسی محصول سال ۲۰۰۸ به‌کارگردانی ویلیام لائو و نویسندگی الیزه آلن می‌باشد. این فیلم در ۱ نوامبر سال ۲۰۰۸ اکران تئاتر محدود از سوی کیدتون فیلمز دریافت نمود و ۳ روز بعد بر روی دی‌وی‌دی منتشر گردید. همچنین در ۲۳ دسامبر سال ۲۰۱۱ در بریتانیا و ایرلند بر روی نیک جونیور به‌نمایش در آمد.